# Robert Lehmann
Robert Lehmann fue un deportista francés que compitió en remo. Ganó una medalla de oro en el Campeonato Europeo de Remo de 1922, en la prueba de cuatro con timonel.

## Palmarés internacional
| Campeonato Europeo | Campeonato Europeo | Campeonato Europeo | Campeonato Europeo |
| Año                | Lugar              | Medalla            | Prueba             |
| ------------------ | ------------------ | ------------------ | ------------------ |
| 1922               | Barcelona (España) | Medalla de oro     | Cuatro con timonel |